# Ригсдаг
Ригсдаг (дат. Rigsdagen, букв. «Имперский сейм») — двухпалатный парламент Дании, действовавший с 1848 по 1953 год.
Образован после принятия в 1849 году первой Конституции Дании. Состоял из верхней палаты — ландстинга и нижней палаты — фолькетинга.
Ригсдаг, как правило, проводил заседания в столице страны — Копенгагене, хотя в экстраординарных обстоятельствах король мог назначить и иное место проведения заседания парламента.
Ландстинг состоял из 51 депутата, избиравшихся сроком на 8 лет, при ротации части членов каждые 4 года. Часть членов ландстига назначалась королём, часть — избиралась путём непрямых выборов. При выборах действовал имущественный ценз, применявшийся как к кандидатам, так и к выборщикам. Возрастной ценз при выборах в ландстинг - 35 лет.
Численность депутатов нижней палаты — фолькетинга несколько раз менялась: первоначально избирался 101 человек, после 1895 года — 114, а после 1915 года — уже 151. Выборы в фолькетинг проходили по мажоритарной избирательной системе. До 1915 года депутатов избирали только мужчины старше 30 лет, позднее был установлен возрастной ценз в 25 лет. В 1901 году введена ответственность датского правительства перед нижней палатой парламента.
Конституцией Дании 1915 года основные цензы были упразднены, женщины получили не только право голоса, но и право избираться в парламент, в процесс выборов в обе палаты Ригсдага были внедрены элементы пропорциональной избирательной системы.
С принятием в 1953 году ныне действующей Конституции Ригсдаг заменён однопалатным парламентом — Фолькетингом.